# Institut für Katechetik und Homiletik
Das Institut für Katechetik und Homiletik (IKH) war ein 1964 in München errichtetes Institut der römisch-katholischen Kirche zur Fortbildung von Religionslehrern, Pastoralassistenten und Geistlichen.

## Aufgaben und Tätigkeiten
Das Institut befasste sich mit Fragen der Predigtlehre (Homiletik), Religionspädagogik (Katechetik) und der theologischen Erwachsenenbildung, ebenso wie mit der Forschung und Erarbeitung von Modellen und Materialien hierzu. Insbesondere bot es ein zweijähriges spezielles Fortbildungsprogrammen für Theologen und Seelsorger an.
In seiner Funktion und Bedeutung für die römisch-katholische Kirche in Deutschland entsprach es in etwa dem Comenius-Institut, das bis heute im Rahmen der Evangelischen Kirche in Deutschland (EKD) tätig ist. Zwischen beiden Instituten erfolgte bei mehreren Vorhaben eine enge Zusammenarbeit, z. B. dem Thesaurus Religionspädagogik und der Zeitschriften-Bibliographie zur Literaturdokumentation für Religionsunterricht und kirchliche Bildungsarbeit.
Ebenso kann man seine Funktion und Bedeutung mit der des Deutschen Liturgischen Instituts vergleichen, das als Einrichtung der Deutschen Bischofskonferenz für Fragen der Liturgie für die römisch-katholische Kirche in Deutschland und im gesamten deutschen Sprachraum tätig ist.

## Organisation
Die Trägerschaft übernahm der Deutsche Katechetenverein, die Finanzierung teilten sich der Verband der Diözesen Deutschlands, Missio Deutschland und die Bayerische Bischofskonferenz. Protektoren waren die damaligen Erzbischöfe von München und Freising, die Kardinäle Julius Döpfner und Joseph Ratzinger.

## Geschichte
Das Institut wurde 1964 von der deutschen Bischofskonferenz unter dem Vorsitz von Julius Döpfner gegründet. Eine Abteilung für Homiletik (Predigtlehre) wurde von Elmar Bartsch 1966 aufgebaut, später um den Bereich theologische Erwachsenenbildung erweitert. Wichtige Mitarbeiter waren Mitglieder des Oratoriums in München und Mitglieder des homiletischen Arbeitskreises in Deutschland.
1976 gab das Institut zusammen mit dem evangelischen Comenius-Institut aus Münster den ersten gedruckten Thesaurus Religionspädagogik (s. u.) heraus.
Es stellte seine Arbeit 1982 ein, Nachfolger war das Institut für Kirchliche Dienste (München).

### Mitglieder der Leitung
(in Auswahl)
- Heinrich Kahlefeld, Direktor (1964–1967)[4]
- Elmar Bartsch, Direktor (1967–1968)
- Erich Feifel, Vorsitzender des Kuratoriums

### Bekannte Lehrende
- Hubertus Halbfas (bis 1968)[5]
- Elmar Bartsch (1966–1971)
- Georg Baudler (1970–1971)
- Franz-Josef Hungs, hauptamtlicher Dozent für Erwachsenenpädagogik 1973/74
- Heinrich Kahlefeld (1964–1973), Oratorium München
- Heinz Rothbucher (1972–1974)[6]
- Hermann Seifermann, Oratorium München, Fachhochschullehrer für Exegese des Alten Testaments und Didaktik des Bibelunterrichts an der Katholischen Stiftungsfachhochschule München von 1979 bis 1990[7]
- Hermann Stenger CSsR, hauptamtlicher Dozent für Pastoralpsychologie 1975
- Werner Stenger (1973–1977)[8]
- Alois Zenner (ab 1975), Lehrauftrag für Religionspädagogik (1959–1963 Leiter der Geschäftsstelle des Deutschen Katecheten-Vereins, 1965 bis 1981 Hauptschriftleiter der Katechetischen Blätter)
- Günter Stachel (Lehrauftrag für Didaktik und Methodik des Religionsunterrichts 1965–1970)

### Bekannte Absolventen
- Heribert Arens (* 1942), Franziskaner, Mitglied der Homiletischen Arbeitsgruppe Münster, seit 2012 Guardian und Wallfahrtsleiter in Vierzehnheiligen
- Josef Danko, 1970–1972[9]
- Thomas Handgrätinger, 1971–1975 (Generalabt des Prämonstratenserordens 2003–2018)
- Erwin Honer[10]
- Hans Hütter[11]
- Dieter Katte (1968–1970)
- Heinz Klapsing[12]
- Antoni Lewek († 18. Juli 2010, 70 Jahre alt); 1971–1973[13]
- Ludwig Mödl
- Friedrich Oberkofler, 1972–1974
- Ehrenfried Schulz
- Wim van der Kallen (Niederlande), Unterstützer von Wir sind Kirche in Österreich[14]
- Stefaan Van Calster[15]
- Ludwig Weimer
- Paul Wehrle (1971–1973), Weihbischof im Erzbistum Freiburg

### Vom Institut herausgegebene Literatur
- Arbeitsstelle Information und Dokumentation am Institut für Katechetik und Homiletik zur Literaturdokumentation für Religionsunterricht und kirchliche Bildungsarbeit (Hrsg.): Zeitschriften-Bibliographie zur Literaturdokumentation für Religionsunterricht und kirchliche Bildungsarbeit, München 1977.
- Karl-Heinz Hochwald, Margitta Homann, Norbert Welte. Unter Mitarbeit von: Burkhard Sulimma, Alois Zenner: Thesaurus Religionspädagogik. Verzeichnis zur Literaturdokumentation für Forschung, Lehre, Verwaltung, Fortbildung. 2., völlig neu bearbeitete Auflage, Münster: Comenius-Institut, München: Deutsches Institut für wissenschaftliche Pädagogik; München: Institut für Katechetik und Homiletik, 1979.
- Heinz Rothenbucher und eine Projektgruppe am Institut für Katechetik und Homiletik: Tod und Auferstehung Jesu. Hoffnung, die uns leben läßt. Modelle, Lehrerheft, Band 103, 3. Aufl. Olten 1982, ISBN 3-530-57707-3.